# جان ستيوارت
جان ستيوارت (بالإنجليزية: Jean Stuart)‏ هي ممثلة أمريكية، ولدت في 13 يوليو 1906، وتوفيت في 13 نوفمبر 1926.

## وصلات خارجية
- جان ستيوارت على موقع IMDb (الإنجليزية)